# Prawo młodości
Prawo młodości (ang Come and Get It) – amerykański film z 1936 roku w reżyserii Williama Wylera i Howarda Hawksa.

## Obsada
- Edward Arnold jako Barney Glasgow
- Frances Farmer jako Lotta Morgan/Lotta Bostrom
- Walter Brennan jako Swan Bostrom
- Joel McCrea jako Richard Glasgow
- Mady Christians jako Karie
- Mary Nash jako Emma Louise Glasgow
- Andrea Leeds jako Evvie Glasgow
- Charles Halton jako Jed Hewitt
- Frank Shields jako Tony Schwerke
- Edwin Maxwell jako Sid LeMaire
- Cecil Cunningham jako Josie
- Heinie Conklin jako bywalec barów (niewymieniony w czołówce)
- Harry Tenbrook jako drwal (niewymieniony w czołówce)
- Fred Toones jako Płatek Śniegu (niewymieniony w czołówce)